# 榊原大
榊原 大（さかきばら だい、1967年7月16日 - ）は、日本のピアニスト、作曲家、編曲家、音楽プロデューサー。千葉県千葉市出身。東京藝術大学音楽学部器楽科ピアノ専攻卒業。

## 概要
東京芸術大学音楽学部附属音楽高等学校在学中に落合徹也と出会い、芸大在学中にポップス・インストゥルメンタルバンド・G-クレフを結成。1990年12月、インストゥルメンタルのグループとしては初めてNHK紅白歌合戦に出場するなど活躍する。
1995年にグループ解散後は、ソロ活動の他、アーティストのプロデュース&サポートや映像音楽などに携わる。
藝大での同輩でもある葉加瀬太郎のライブ出演、また2005年度上半期のNHK連続テレビ小説「ファイト」の音楽を担当する。

## ディスコグラフィー
※ ソロ名義作品のみ　G-クレフ時代は別記

### オリジナル・アルバム
- 転/移　Trans-（2001.01.29）　BMGファンハウス
- TOMORROW（2002.08.21）　BMGファンハウス （2002.12.20）BMGファンハウス韓国
- As For You（2004.08.25）　BMG JAPAN
- Piano＋（2005.07.20）　BMG JAPAN
- 風色-kazeiro-（2007.11.21）　BMG JAPAN
- Seeds Of Life（2012.03.28）　KING RECORDS
- Dear Classix（2014.05.14）　KING RECORDS
- Dear Love Songs（2015.07.15）　KING RECORDS
- My Road〜Best of Dai Sakakibara〜（2017.09.06）KING RECORDS
- Rosso Nero（2018.06.06）KING RECORDS
- Natural（2019.07.10）KING RECORDS
- 冬空（2022.11.09）CAPITAL VILLAGE LABEL
- 秋日和（2023.09.20）CAPITAL VILLAGE LABEL
- あるいは春の情景（2024.03.20）CAPITAL VILLAGE LABEL
- 夏のしらべ（2024.08.21）CAPITAL VILLAGE LABEL

### サウンドトラック
- 連続テレビ小説ファイトオリジナル・サウンドトラック（2005.05.25）　BMG JAPAN

### コンピレーション・アルバム
- 2001年 - ツァラトゥストラはかく語りき（2000.12.20）　BMGファンハウス
- カノン 100% fiore（2002.11.20）　BMGファンハウス
- 10人のピアニスト（2003.03.26）　ロックチッパーレコード
- 10人のピアニスト2～Ivory（2005.12.07）　ロックチッパーレコード
- G線上のアリア100% rosso（2007.11.21）　BMG JAPAN
- 夜カフェ～ピアノ（2011.04.22）　デラ

### DVD
- Dai Sakakibara Winter Concert 2008 with Celeb String Quartet（2009.07.31）　山野楽器

　出演:セレブ弦楽四重奏団（真部裕、藤堂昌彦、大先生室屋Vn&Va、多井智紀Vc）・岸徹至Cb

## 出演番組

### テレビ
- 地球テレビ エル・ムンド（2012年）　NHK BS1
- スタジオパークからこんにちは（2005年）　NHK総合
- 題名のない音楽会21（2004年）　テレビ朝日
- 関ジャニ∞のTheモーツァルト 音楽王No.1決定戦（2016年） テレビ朝日

### ラジオ
- 穴吹工務店 presents SURPASS DIRECT WAVE（10局ネット：AIR-G'、FM岩手、Date fm、bayfm、FM-NIIGATA、K-MIX、FM AICHI、α-STATION、HFM、fm fukuoka）
- 「柏木広樹 Collage」エフエム世田谷　ゲスト出演
- 「α-DAYLIGHT CALL」 エフエム京都　ゲスト出演
- 「AFTERNOON DELIGHT」 FM COCOLO　ゲスト出演
- 「とっておきラジオ」NHKラジオ第1放送　岸本加世子他と共演「朗読と音楽の夕べ」の模様
- 「押尾コータローの押しても弾いても」 MBSラジオ　ゲスト出演
- 「Realize!」 エフエム大阪 　ゲスト出演
- 「なみはな」 NHK-FM大阪　ゲスト出演
- 「カノンSound Of Oasis」（2012年5月）ゲスト出演

## 楽曲提供

### テレビ・ラジオ
- 夏の嵐（1989年） 東海テレビ  テーマ曲   as G-CLEF]
- ようこそミセス再出発セミナーへ（1998年）NHK
- 連続ドラマ「女性捜査官アイキャッチャー」（1999年）NHK
- 連続ドラマ「赤ちゃんをさがせ」（2003年）NHK
- うきは〜少年たちの夏〜（2002年）　NHK
- 玄海〜わたしの海へ〜（2004年）　NHK（第30回 放送文化基金賞｢番組部門｣テレビドラマ番組本賞 受賞）
- 連続テレビ小説ファイト（2005年）　NHK
- スポーツMAX（2005年）日本テレビ  テーマ曲「遠くからの星」
- ワイド!スクランブル（2006年）　テレビ朝日
- ワールドバザール21（2009年）  BSフジ  テーマ曲、挿入曲
- 母さんへ（2010年） NHK
- まいど238号（2010年）NHK
- ブルドクター（2011年）　日本テレビ
- 美味しさの物語 幸福の一皿（2012年）　BS朝日　挿入曲として楽曲起用
- 高松ファイブアローズオフィシャルソング『FLY HIGH! －この星の素晴らしき者たち－』
- おかずのクッキング（テレビ朝日）　オープニング曲｢れしぴ」
- ANNニュース（テレビ朝日）　テーマ曲｢time-line」
- 福岡発ドラマスペシャル「見知らぬわが町」　NHK
- ANNニュース　天気予報BGM 『風の行方』
- 名古屋発ドラマ「幸せのかたち～離婚の危機を迎えたら～」（2012年）　NHK
- 農業女子はらぺ娘（2015年）NHK
- 「ごごいち!ニュースキャッチ」　BS朝日　エンドテーマ「アンカー」
- みんなの2020バンバンジャパーン!（2020年） NHK教育　テーマ曲「フレンド」
- NHK FMシアター
  - 「赤い傘」「タッグ」「さびしぼっち」「夏きたりなば」
  - 「春を待つ丘」「カナン」「幽霊シッター」「観られる女」

### 映画
- 空がこんなに青いわけがない（柄本明監督）   [as G-CLEF]
- ビリケン（阪本順治監督）共同音楽・・柏木広樹、樋沢達彦
- マジック・キッチン 魔幻厨房（リー・チーガイ監督）
- 上海恋香（野村泰夫監督）
- あいときぼうのまち（菅乃廣監督）
- 実りゆく（八木順一郎監督）

### DVD
- 『連続テレビ小説　ファイト 総集編』
- 「映画 実りゆく」DVD

## 書籍・雑誌
- ピアノ・ソロ
  - 『NHK連続テレビ小説ファイト』　収載曲：「ファイト」メイン・テーマ（フル）／September／疾走 ほか全6曲
  - 『NHKテーマ曲集』　収載曲：「ファイト」メイン・テーマを含む、24曲を収録
- 『ピアノスタイル』2009年10月号（リットーミュージック）
- 『月刊PIANO』2010年10月号（ヤマハミュージックメディア）
- 雑誌『ショパン』
  - 2010年10月号（ショパン）
  - 2010年11月号（ショパン）
- YAMAHA「ピアノの本」2012年7月号（No.223）SCRコミュニケーションズ
- YAMAHA会員情報誌『音遊人』（2012年9月号）